# 홍천군의 향토문화유산
홍천군의 향토문화유산은  「문화재보호법」 또는 「강원도 문화재 보호 조례」에 따라 문화재로 지정 또는 등록되지 않은 것으로서 선대로부터 전하여져 오는 역사적, 예술적, 학술적, 기술적, 경관적 가치가 있는 유·무형의 유산이나 이에 준하는 자료를 말한다.
1. "향토유형문화유산"이란 향토문화유산 중 건조물, 서적, 회화, 조각, 공예품, 고고자료, 선사유적, 역사유적, 민속자료, 명승지, 동·식물자생지, 지형·지질 등 유형의 문화적 또는 자연적 소산으로서 향토문화 보존에 필요한 것을 말한다.
2. "향토무형문화유산"이란 향토문화유산 중 연극, 음악, 무용, 공예기술, 의식, 음식제조 등 무형의 문화적 소산으로서 향토문화 보존에 필요한 것을 말한다.

## 참고 문헌
- 홍천군 홈페이지 - 고시/공고 보관됨 2018-10-18 - 웨이백 머신